# Mignano Monte Lungo
Mignano Monte Lungo ist eine italienische Gemeinde (comune) mit 2985 Einwohnern (Stand 31. Dezember 2024) in der Provinz Caserta in Kampanien. Sie ist Bestandteil der Comunità Montana Monte Santa Croce. Die Gemeinde liegt etwa 47,5 Kilometer nordwestlich von Caserta. Mignano Monte Lungo grenzt unmittelbar an die Provinzen Frosinone (Latium) und Isernia (Molise).

## Geschichte
Ursprünglich ein Siedlungsort der Sidiciner, wurde hier die Stadt Cesennia errichtet, die 305 vor Christus von den Römern erobert wurde. Ab dem ausgehenden 8. Jahrhundert ergriffen die Langobarden die Herrschaft über Mignano. 1139 wurde hier nach einer Schlacht des Papstes Innozenz II. mit Roger II. von Sizilien der seit fast zehn Jahren währende Krieg in der Region beendet, der seinen Anfang durch die Krönung Roger II. durch den Gegenpapst Antiochus nahm.
Am 8. und am 16. Dezember 1943 kam es hier zum Gefecht von Montelungo zwischen Verbänden der 5. US-Armee und einem italienischen Verband einerseits, und Einheiten der deutschen 15. Panzergrenadier-Division andererseits.

## Verkehr
Der Bahnhof von Mignano Monte Lungo liegt an der Bahnstrecke Roma–Cassino–Napoli. Durch die Gemeinde führt ferner die Autostrada A1 von Mailand nach Neapel und die Strada Statale 6 Via Casilina von Rom nach Pastorano.

## Persönlichkeiten
- Michelina De Cesare (1841–1868), Brigantessa (Räuberin) einer Bande, im Ortsteil Caspoli geboren, im Hauptort getötet